# Людвиг (князь Нассау-Саарбрюккена)
Людвиг Нассау-Саарбрюккенский (нем. Ludwig von Nassau-Saarbrücken; 3 января 1745, Саарбрюккен — 2 марта 1794, Ашаффенбург) — последний князь Нассау-Саарбрюккена с 1768 года и до Французской революции.

## Биография
Людвиг — второй ребёнок и старший сын Вильгельма Генриха Нассау-Саарбрюккенского и Софии Кристины Эрбахской. Как и его отец, получил образование в Страсбургском университете. В 1759—1766 годах путешествовал по Англии, Франции, Германии и Нидерландам.
После смерти отца в 1768 году Людвиг вступил в права наследования в Нассау-Саарбрюккене. Князь проводил политику жёсткой экономии, тем не менее выделял средства на строительство. В 1793 году больной князь Людвиг бежал от Французской революции в Ашаффенбург, где и умер в 1794 году. Был похоронен в дворцовой церкви в Узингене, в 1995 году останки князя были перезахоронены в дворцовой церкви Саарбрюккена.

## Браки и дети
30 октября 1766 года Людвиг женился в Шварцбурге на Вильгельмине Шварцбург-Рудольштадтской (1751—1780), дочери князя Иоганна Фридриха (1721–1777) и его жены принцессы Бернардины Кристианы фон Саксен-Веймар-Эйзенахской (1724–1757). В несчастливом браке родился сын Генрих Людвиг Нассау-Саарбрюккенский.  Вильгельмина удалилась во дворец Монплезир на горе Хальберг в Саарбрюккене.  Принцесса Вильгельмина умерла 17 июля 1780 года.
У князя Людвига была фавортка баронесса Фридерика Амалия фон Дорсберг (1753—1802), от связи с которой у него родились двое незаконнорождённых детей. После разрыва отношений баронесса вышла замуж и получила от бывшего возлюбленного приданное в виде большой суммы денег.
- Фридерика Луиза (род. 1771)
- Людвиг Карл Филипп (1774—1871).

1 сентября 1774 года князь Людвиг вступил в морганатический брак с камеристкой Фридерики Катариной Кест. Князь Карл II Пфальц-Биркенфельд-Цвейбрюккенский в 1774 году даровал ей дворянский титул «фрау фон Людвигсберг», в 1781 году присвоил ранг баронессы, а в 1784 году титул «графини Отвейлер». Поскольку она была незнатного происхождения, попытка Адольфа сделать Катарину княгиней потерпела поражение из-за противодействия родственников. В этом браке родилось ещё шестеро детей:
- Людвиг Альбрехт (1775—1784)
- Людвиг Карл (1776—1799)
- Луиза (1778—1855), замужем за оперным певцом (бас) и композитором Йозефом Фишером[нем.] (1780—1862), в 1806 году усыновили девочку Анну, дочь пары актеров и певцов Карла Мидке и Шарлотты Мидке
- Генрих (1779—1781)
- Людвиг (1785—1796)
- Луиза Катарина (1786—1818).
- Адольф (1789—1812) - родился после оформления официального брака, законный наследник Людвига.

28 февраля 1787 года, спустя семь лет после смерти Вильгельмины, князь скрепил отношения с Катариной, заключив официальный брак. Катарина получила земли Диллингена и, несмотря на сопротивление Нассауского дома, была провозглашена княгиней.